# Infinite Craft
Infinite Craft — гра-пісочниця 2024 року для браузерів і мобільних пристроїв, розроблена Нілом Агарвалом, в якій гравці комбінують інтерактивні елементи, щоб створити нові. Гра використовує велику мовну модель Llama 2 для створення елементів, завдяки чому ігровий процес здається нескінченним.
Агарвал почав розробляти гру 16 січня 2024 року, а через 15 днів оприлюднив її реліз у Твіттері. Одразу після релізу гра здобула популярність в інтернеті, зібравши десятки тисяч активних користувачів.

## Ігровий процес
У Infinite Craft кожен елемент має назву і пов'язаний з ним емодзі. Гравець починає гру з чотирма класичними елементами — «Вода», «Вогонь», «Земля» і «Вітер» — і комбінує їх в нові елементи, перетягуючи їх з бічної панелі та накладаючи один на одного. Наприклад, «Вітер» і «Земля», поєднуючись, утворюють «Пил», а «Земля» і «Пил», поєднуючись, утворюють «Планету». Всі елементи, створені гравцем, зберігаються на бічній панелі, де гравець може відшукувати створені елементи за їхніми назвами.
Гра використовує велику мовну модель для створення нових елементів, що відкриває практично необмежену кількість можливих комбінацій. Наприклад: предмети, місця, вірші, вигадані персонажі, всесвіт, філософські концепції, відеоігри, спортивні гравці та команди, тварини, Бог і Великий вибух.
Якщо гравець першим відкриває елемент, гра маркує його як «Перше відкриття». Гравець також може переглянути всі перші відкриття, які він зробив, натиснувши на кнопку «Відкриття» (англ. Discoveries) внизу бічної панелі. Поради про те, як створювати певні елементи, гравці можуть знайти на таких сайтах, як hubmg.

## Розробка та реліз

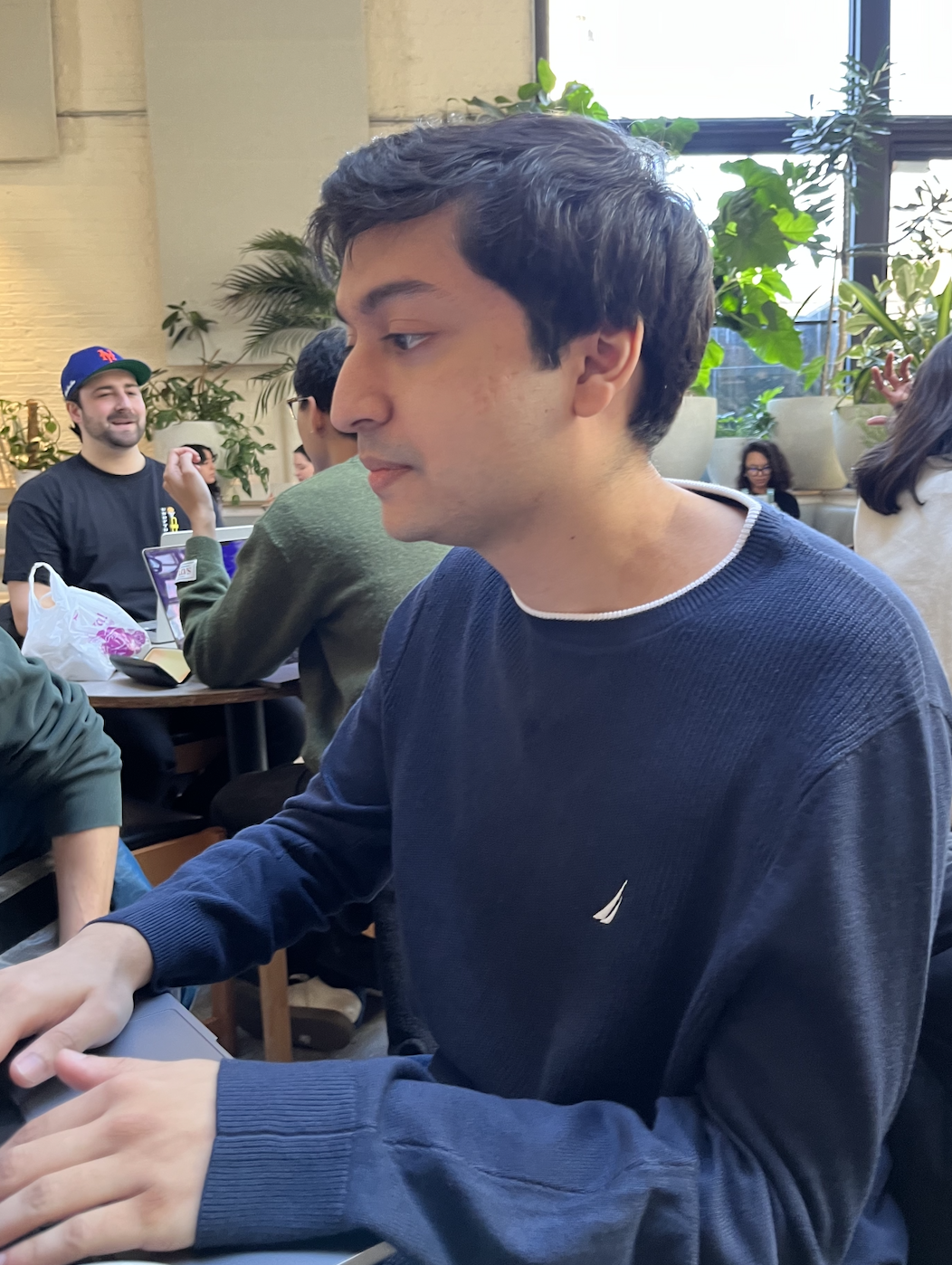
Ніл Агарвал

Infinite Craft створив Ніл Агарвал, розробник програмного забезпечення з Нью-Йорка. Він розробив Infinite Craft для свого вебсайту, який містить колекцію різноманітних браузерних ігор. Вебсайт був запущений 26 жовтня 2017 року, але набув популярності, коли Агарвал випустив гру The Password Game, в якій гравцеві потрібно підібрати пароль, що відповідає все більш дивним і заплутаним правилам. 31 січня 2024 року Infinite Craft також був опублікований на його сайті, та 30 квітня 2024 року — вийшов на iOS App Store. 21 травня 2024 року мобільна версія була випущена на Google Play.

### Технічні деталі
Всі елементи в Infinite Craft генеруються генеративним ШІ, Llama 2. Коли гравець комбінує два елементи на вебсайті, гра перевіряє у своїй базі даних, чи ці два елементи вже комбінувалися раніше - якщо ні, генеративний ШІ створює новий елемент, який потім зберігається в базі даних. Це зроблено для того, щоб зменшити кількість повторних запитів і гарантувати, що одна і та ж пара елементів завжди виводить однаковий результат для всіх гравців.

## Оцінки й відгуки
Крістіан Донлан з Eurogamer порівняв Infinite Craft з одним зі своїх усвідомлених снів, пояснивши, що елемент «завжди втікає» від гравця, коли він намагається з'ясувати, які елементи комбінувати. Кіран Пресс-Рейнольдс з New York Times написав, що ця гра це «наче зазирнути в мозок штучного інтелекту», додавши, що безглуздий характер гри «додає їй шарму». Грем Сміт з Rock Paper Shotgun похвалив гру як «чудову, захопливу», коментуючи, що «справжня насолода» від гри приходить, коли гравець знаходить простий спосіб створити новий елемент.